# Герасим'юк Ольга Володимирівна
О́льга Володи́мирівна Герасим'ю́к (нар. 21 жовтня 1958, місто Пирятин, Полтавська область) — українська журналістка, ведуча телевізійних програм, телевізійна менеджерка, народна депутатка України 5-го і 6-го скликань. Перша заступниця голови Національної ради України з питань телебачення і радіомовлення (2014—2020). Голова Національної ради України з питань телебачення і радіомовлення.

## Життєпис
Батько — Приходько Володимир Михайлович (1929–2006), механік. Мати — Ніна Дмитрівна (1931—2022), педагогиня.
Навчалася на факультеті журналістики Київського державного університету імені Т. Шевченка, який закінчила з відзнакою. Вчилася в Дипломатичній академії, магістр зовнішньої політики.
17 років працювала в друкованій пресі. Проходила стажування у США: USNews&WorldReport; GannettNewsService (Вашингтон); Голландії; членкиня журі премії Книга року ВВС.
У липні 1995 року почала працювати на телебаченні у програмі «Післямова» (ТК «Нова Мова»).
З 1996 року — авторка і ведуча телеканалу «1+1», де втілила в життя проєкти «Проти ночі», «Особливий погляд», «Версії Ольги Герасим'юк», «Хочу і буду», «Іду на ви», численні спецпроєкти і одне з найпопулярніших в Україні ток-шоу «Без табу», що втримувалося на екрані 10 років. З 2014 по 2022 рік працювала першою заступницею голови Національної ради України з питань телебачення та радіомовлення, пізніше перейшла на пост голови, який займає досі.
Розлучена. Була одружена з українським поетом Василем Герасим'юком. 1982 року народила сина Руслана.
Володіє англійською мовою. Захоплення: баскетбол, подорожі, музика, книги.

## Журналістська діяльність
- 1976 — за рекомендацією газети «Комсомольске знамя», як переможець конкурсу вступила на факультет журналістики Київського державного університету ім. Шевченка, який закінчила з червоним дипломом 1981 р.
- 17 років працювала в друкованій пресі.
- Червень 1981 — серпень 1983 — кореспондентка газети «Комсомолець Полтавщини».
- Серпень 1983 — вересень 1990 — кореспондентка газети «Комсомольское знамя».
- Вересень 1990 — грудень 1991 — редакторка відділу, журнал «Людина і світ».
- Січень 1991 — травень 1992 — завідувачка відділу, газета «Комсомольское знамя» («Независимость»).
- Травень 1992 — червень 1994 — заступниця головного редактора, співредактор тижневика «Республіка».
- Червень 1994 — червень 1995 — редакторка відділу, інформаційне агентство УНІАН.
- Стажувалася як журналістка у США, Голландії, була позаштатним кореспондентом ВВС.[5]
- Липень 1995 — дебют на телебаченні — журналістка в інформаційно-аналітичній телепрограмі «Післямова» Олександра Ткаченка. Обіймала посаду завідувачки відділу соціальних проблем в телекомпанії «Нова мова».
- З 1997 р. — авторка-ведуча телеканалу 1+1, де здійснила проєкти «Проти ночі» (1997 — квітень 1998), авторка документальних спецпроєктів «Особливий погляд», «Версії Ольги Герасим'юк», ток-шоу «Без табу» (з травня 1998), «Хочу і буду», «Іду на ви».
- З липня 2005 до квітня 2006 р. — генеральна продюсерка ТРК "Студія «1+1».
- З вересня 2010 — ведуча «Нашого радіо».
- Вересень 2015 — грудень 2016 — ведуча авторського проєкту «Подорожні» на телеканалі Перший.
- Член Національної спілки журналістів України.
- 4 липня 2014 року обрана членкинею Національної ради України з питань телебачення і радіомовлення.
- З 22 квітня 2020 року — Голова Національної ради з питань телебачення і радіомовлення.
- З 2024 року — очолює Національний комітет ЮНЕСКО «Інформація для всіх»[6].

## Творчість
2019 року у «Видавництві Старого Лева» вийшла дебютна книжка «Я повернулася. Люблю». Збірка есеїв увійшла до довгого списку «Премії Шевельова-2019».

## Проєкт«Школи Лохвицького земстваза проєктом О. Сластіона»
Проєкт, що створили громадські активісти, аби врятувати пів сотні унікальних шкіл на Полтавщині, збудованих у Лохвицькому земстві на початку 20 ст. Куратором проєкту є Ольга Герасим'юк. Вона разом з іншими активістами та архітекторами відшукує школи за проєктом О. Сластіона у Полтавській області та вносить подання про надання їм статусу пам'яток архітектури. Метою проєкту є збереження та відновлення шкіл у Полтавській області за проєктом О. Сластіона та надання їм статусу пам'ятки архітектури національного значення. 2011 року згоріла школа в Западинцях, у поганому стані школа в с. Харсіки Чорнухинського району[джерело?].

## Політична діяльність
- Народна депутатка України 5-го скликання з квітня 2006 р. від блоку «Наша Україна» (№ 4 в списку). Член Комітету Верховної Ради з питань свободи слова та інформації (з липня 2006).
- Народна депутатка України 6-го скликання з грудня 2007 р. по грудень 2012 р., обрана за списками Блоку «Наша Україна — Народна самооборона».
- Голова підкомітету з питань співробітництва з НАТО та АЗЄС Комітету Верховної Ради України (6 скликання) з питань європейської інтеграції.
- Заступниця голови Постійної делегації України у Парламентській асамблеї Ради Європи.[9] Член фракції Блоку «Наша Україна» (з квітня 2006).
- Навчається на відділенні зовнішньої політики Дипломатичної академії при МЗС України.[10]

## Відзнаки, нагороди
- Диплом Національної ради з питань радіо і телебачення за створення програми «Проти ночі» (1996).
- 1-а премія за найкращу публіцистичну програму (серпень 1998, перший міждержавний телефорум країн СНД і Балтії «Співдружність», м. Москва).
- 1997 — номінантка телеконкурсу «Золота ера».
- 1-а премія 3-ї конференції з питань охорони довкілля за програму «Версії Ольги Герасим'юк» (червень 1999, Лондон).
- Ґран-прі Міжнародного фестивалю ЕКОефір-99 (програма TACIS).
- 1-а премія Міжнародного медіа-фестивалю «Єдиний світ-99» (червень 1999, Лондон).
- Премія ім. Валерія Марченка за найкращі журналістські роботи на тему захисту прав людини (1999).
- Золота медаль в конкурсі «Незалежність-99» (НСЖУ).
- Лауреатка «Золотої ери-99».
- 1-а премія за найкращий телепортрет Телефоруму країн СНД і Балтії (1999).
- Володарка титулу «Всенародне визнання» (2000).
- Двічі лауреатка Відкритого форуму телебачення Росії «Лазурная звезда» (2001).
- Лауреатка Всеукраїнської премії «Жінка ІІІ тисячоліття» в номінації «Рейтинг» (2010).
- Авто «Інфініті» — від проросійського каналу «Інтер» за продовження, ліцензії на 5 років під час російського вторгнення.

## Громадська позиція
У червні 2018 підтримала відкритий лист діячів культури, політиків і правозахисників із закликом до світових лідерів виступити на захист ув'язненого у Росії українського режисера Олега Сенцова й інших політв'язнів.